# 2011年7月逝世人物列表
2011年逝世人物列表：1月 - 2月 - 3月 - 4月 - 5月 - 6月 - 7月 - 8月 - 9月 - 10月 - 11月 - 12月
2011年7月逝世人物列表，是用于汇总2011年7月期间逝世人物的列表。

## 依日期排序

### 7月2日
- 伊塔馬爾·佛朗哥（Itamar Augusto Cautiero Franco），81歲，巴西前總統。美國之音中文網
- 香灼璣，67歲，香港政商界人士、建築師，曾任公民教育委員會主席；疑心臟病發死亡。 東方日報（页面存档备份，存于）、太陽報（页面存档备份，存于）
- 吴征，39岁，百事通首席运营官、总编辑，原凤凰网总编辑，在游泳过程中突发心脏病逝世。新浪

### 7月3日
- 李基輔爵士（Sir Roy Redgrave），85歲，英國軍人，駐港三軍司令（1978年－1980年）兼香港行政局當然官守議員。泰晤士報Archive.today的存檔，存档日期2012-07-01
- 朱正明，92歲，行政院新聞局前專委。聯合新聞網
- 阿不都热依木·阿吉依明，68岁，新疆维吾尔自治区原副主席。新疆日报[永久]

### 7月4日
- 傅立民，75岁，中华人民共和国商业部原副部长。中国轻工业网
- 鄧育昆，65歲，台灣影視編劇、製片人，台灣資深女星劉雪華的老公，墜樓身亡。 聯合新聞網[]
- 奧托·馮·哈布斯堡（Otto von Habsburg），98歲，奧地利末代皇儲。路透社（页面存档备份，存于）

### 7月5日
- 和田慎二，61歲，日本漫畫家，因罹患缺血性心臟病而去世。 每日新聞

### 7月6日
- 陳冠學，77歲，臺灣作家，其作品《田園之秋》被公認為臺灣自然書寫的經典之作。中時電子報
- 阿爾緬·吉列姆（Armon Gilliam），47歲，前NBA球員，心臟病死亡。TSNA（页面存档备份，存于）

### 7月7日
- 聂南溪，78岁，中国工笔画家，原湖南师大艺术学院院长。长沙晚报（页面存档备份，存于）
- 迪克·威廉斯（Dick Williams），82岁，2008年入選美國棒球名人堂（Hall of Fame）的美國職棒大聯盟（MLB）前教練。中央廣播電臺新聞頻道[]
- 韓哲一，98歲，曾任中共上海市委書記、上海市副市長。中央社
- 吴永乐，79岁，曾任江西省政协副主席。人民网（页面存档备份，存于）

### 7月8日
- 马旭，97岁，中国医学教育家。科學網（页面存档备份，存于）
- 贝蒂·福特（Betty Ford），93歲，美国已故第38任总统杰拉尔德·福特的遺孀，前第一夫人（1974年－1977年）。BBC（页面存档备份，存于）
- 孔建华，86岁，中国笛子音乐家。搜狐（页面存档备份，存于）

### 7月9日
- 法昆多·卡布拉爾（Facundo Cabral），74歲，幾乎全盲的拉丁美洲民謠歌手，在危地馬拉首都前往機場途中遭槍擊掃射身亡。明報

### 7月12日
- 阿哈姆德·瓦利·卡爾扎伊（Ahmed Wali Karzai），50歲，阿富汗總統－哈米德·卡爾扎伊最小的弟弟，坎大哈省的省議會主席，遭保鏢殺害。中國經濟網

### 7月13日
- 李正亭，93岁，曾任中共中央纪律检查委员会副书记。中华人民共和国监察部[永久]
- 洪吉春，81歲，曾任5屆臺北縣議員及2屆議長。中時新聞網[]
- 王一平，80歲，原中華人民共和國國家經貿委秘書長、黨組成員，國務院參事室參事。新華網 Archive.today的存檔，存档日期2013-04-28

### 7月14日
- 莱奥·基尔希（Leo Kirch），84岁，于2002年宣布破产的德国基尔希传媒集团总裁。搜狐（页面存档备份，存于）

### 7月15日
- 古吉兒·威勒茲（Googie Withers），94歲，英國女演員。中央廣播電臺新聞頻道[]

### 7月16日
- 切薩雷·馬佐拉里（義大利語：Cesare Mazzolari），74歲，義大利籍天主教金邦尼會會士、天主教倫拜克教區主教。天亞社[]

### 7月17日
- 澤田泰司（沢田 泰司），45歲，日本搖滾樂團X JAPAN前貝斯手，在塞班島自殺後送醫不治。NOWnews
- 薛春煒，香港動作片導演。香港文匯報（页面存档备份，存于）
- 波達柏瑞（Juan Maria Bordaberry），83歲，烏拉圭前獨裁者。中央廣播電台[]

### 7月18日
- 黃金明，89歲，馬來西亞砂拉越第一位副首席部長兼砂拉越國民黨前主席拿督，心臟病逝世。星洲日報（页面存档备份，存于）
- 西恩·霍爾（Sean Hoare），47歲，英國記者，他最早具名揭發老東家《世界新聞報》（News of the World）搞竊聽，死因不明。自由時報
- 韋輝（James Wakefield），95歲，香港政府政務官，歷任新界民政署長（1964年－1965年）、徙置事務處處長（1965年1月－10月）、署理勞工處處長（1965年－1966年），曾任立法局官守委任議員和市政局當然官守議員。泰晤士報、泰晤士報（页面存档备份，存于）

### 7月19日
- 悟明長老（俗名李林泉），102歲，中國佛教會前理事長、樹林海明禪寺前住持。中國時報[]
- 原田芳雄，71歲，日本資深性格影星，肺炎病逝於東京。今日新聞網（页面存档备份，存于）

### 7月20日
- 盧西安·弗洛伊德（Lucian Freud），88歲，出生于德國的英國畫家，祖父是心理學家－西格蒙德·弗洛伊德。香港新浪網
- 栗秀真，96歲，原中國計劃生育委員會黨組副書記、副主任。中國經濟網[]

### 7月21日
- 王大珩，96歲，中國科學家和光学家，“两弹一星功勋奖章”获得者、中国科学院院士、中国工程院院士、国际宇航科学院院士。新華網
- 艾略特·漢德勒（Elliot Handler），95歲，美泰公司（Mattel Inc.）創辦人，有「芭比娃娃之父」美譽，心臟衰竭逝世。香港新浪網
- 李瑞，91歲，原中國第四機械工業部副部長、中國電子計算機工業總局局長。新華網 Archive.today的存檔，存档日期2013-04-28

### 7月22日
- 莊茂盛，55歲，首任台灣新北市林口區區長，心臟衰竭猝死。中時電子報[]
- 琳達·克裏斯汀（Linda Christian），87歲，美國電影演員，1954年出演007系列《皇家賭場》（Casino Royale）而成為首位龐德女郎。新華網（页面存档备份，存于）

### 7月23日
- 阮高祺，80歲，前南越副總統。新報
- 艾美·懷絲 （Amy Winehouse），27歲，英国灵魂、爵士和R&B歌手，曾获格莱美奖。中時電子報
- 羅伯特·埃廷格（Robert Ettinger），92歲，美國人體冷凍專家。香港新浪網
- 蘆田豐雄（芦田 豊雄），67歲，日本動畫導演，作品有《北斗神拳》、《蒼天航路》等。中時電子報[]
- 葉雪淳，81歲，因癌症病逝，「有孔蟲」等微體古生物之專家。台灣風物雜誌社
- 潘一恆，38歲，2011年在列車追尾事故中作為D301次動車司機殉職。新华网（页面存档备份，存于）

### 7月24日
- 丹·皮克（Dan Peek），60歲，美國搖滾樂團亞美利堅（America）成員。台灣新浪網[]

### 7月25日
- 胡長康，83歲，中國古脊椎動物學家。科學網（页面存档备份，存于）
- 米高·卡柯楊尼斯（Michael Cacoyannis），89歲，塞普勒斯出生的電影導演，希臘戰後的電影界先驅。香港新浪網
- 森祐喜（日語：森 祐喜），46歲，日本自民黨籍前首相森喜朗的長子，曾任石川縣議員，因急性胰臟發炎，引發多重器官衰竭病故。中國時報[]
- 黃磊生，84歲，嶺南畫派國畫家。聯合報[]
- 張淑玫，民主進步黨客家事務部主任楊長鎮的妻子。聯合報[]

### 7月26日
- 小松左京（日語：小松 左京），80岁，日本科幻小说作家，代表作：《日本沉没》。时光网（页面存档备份，存于）
- 程宏，89岁，中国内燃机专家，清华大学汽车工程系教授。[1]

### 7月27日
- 吳拉姆·海德爾·哈米迪（拉丁轉寫：Ghulam Haider Hamidi），阿富汗坎大哈市市長，遭自殺炸彈襲擊身亡。新華網 Archive.today的存檔，存档日期2013-04-28
- 伊良部秀輝（|いらぶ ひでき），得年42歲，曾任日本職棒及美國職棒大聯盟投手，被發現陳屍於加州自宅中，上吊自殺身亡。自殺原因疑似家庭或工作不順。公視新聞網（页面存档备份，存于）
- 雅歌塔·克里斯多夫（匈牙利語：Ágota Kristóf），75歲，出生於匈牙利的法國作家，作品有《惡童日記》（法語：Le grand cahier）。新浪網（页面存档备份，存于）

### 7月28日
- 约翰·马伯格（John H. Marburger），70岁，美国物理学家。科學網（页面存档备份，存于）
- 阿卜杜·法塔赫·尤尼斯（阿拉伯語：عبد الفتاح يونس，拉丁轉寫：Abdel Fattah Younes），67歲，利比亞反抗軍總司令，在班加西遭暗殺。國際在線（页面存档备份，存于）

### 7月29日
- 吉因·迈克丹尼尔斯（Gene McDaniels），76岁，美国灵魂樂歌手。新浪網（页面存档备份，存于）

### 7月30日
- 周继忠，43岁，上海財經大學金融学院副院长，胃癌逝世。新浪網（页面存档备份，存于）